# Cultura Schela Cladovei
Cultura Schela Cladovei a fost o cultură arheologică mezolitică atestată pe teritoriul României, Serbiei și Muntenegrului, cuprinzând probabil o bună parte din partea de vest a Peninsulei Balcanice. Este printre cele mai vechi culturi balcanice atestate arheologic.
Situl său tip este Schela Cladovei, parte a municipiului Drobeta Turnu-Severin și a fost în special activă în zona Clisurii Dunării. În afara României a fost atestată în apropiere de satul Boljetin din Districtul Bor și în apropiere de Nikšić în Muntenegru.
Cultura a avut parte de un final abrupt în perioada migrării la nord de Dunăre a culturii Starčevo-Criș.